# Isernia
Isernia är en stad och en kommun i regionen Molise i Italien och huvudort i provinsen Isernia. Kommunen hade 21 749 invånare (2018) och gränsar till kommunerna Carpinone, Forlì del Sannio, Fornelli, Longano, Macchia d'Isernia, Miranda, Pesche, Pettoranello del Molise, Roccasicura, Sant'Agapito.
Staden är ligger på ett krön mellan floderna Carpino och Sordo. Kommunen Iserna är indelad i 16 frazioni. Stadens latinska namn var Aesernia och den låg på via Latina.